# 吉見祐治
吉見 祐治（よしみ ゆうじ、1978年5月21日 - ）は、高知県生まれ、和歌山県和歌山市出身の元プロ野球選手（投手）。現在は横浜DeNAベイスターズのスカウト。

## 経歴

### プロ入り前
和歌山県立星林高等学校では3年夏にエース・濱中治の南部高に準々決勝で敗れる。東北福祉大学に進学。大学の同期には洗平竜也と歌藤達夫がおり、4年時投手としての位置付けは吉見がエース、洗平が二番手、歌藤は三番手以降だった。2年秋には明治神宮大会の決勝で先発を任されるが敗れた。3年秋には宮城教育大戦で5回コールド参考記録ながらノーヒットノーランを達成、7連続奪三振。仙台地区の選抜チームによるキューバ戦でも5回無失点の好投。2000年に春のリーグ戦では毎回の17奪三振を記録した他、5試合登板のすべて先発完封のシーズン無失点で最優秀選手、ベストナインを受賞し第49回全日本大学野球選手権大会で準優勝、日米大学野球、シドニーオリンピック野球日本代表に選出。秋の明治神宮大会では初戦で久保裕也（東海大）と投げ合うも途中降板し延長の末敗れた。同年のドラフト会議で横浜ベイスターズを逆指名して2位指名で入団。東北福祉大の先輩でシアトル・マリナーズへFA移籍した佐々木主浩の背番号「22」を用意されるなど期待されての入団だった。

### 横浜時代

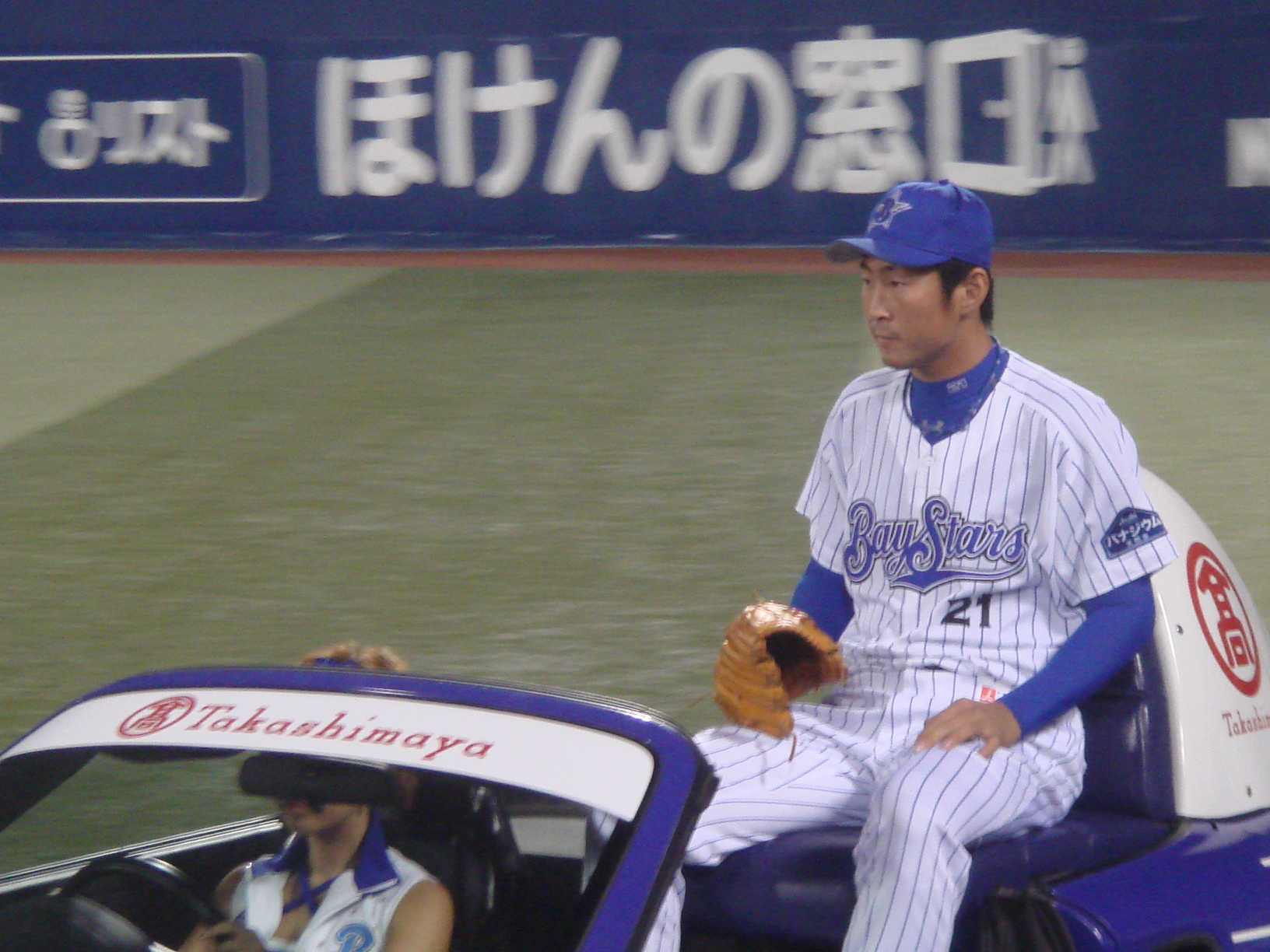
横浜時代（2007年10月9日、横浜スタジアム）

2001年は左肩の故障もあり7試合の登板に留まった。
2002年はチームが最下位に沈む中、先発投手としてチーム唯一の2桁勝利を挙げ、ヤクルトスワローズの石川雅規と新人王を争った。
2003年には開幕投手を務めたが、結局3勝10敗と負け越した。また、この年阪神タイガースの4番濱中おさむ、5番片岡篤史、6番ジョージ・アリアスに3連続本塁打を打たれた。同じ和歌山の南部高等学校出身である濱中とは相性が悪く、高校時代には場外本塁打を打たれ、プロ入り後も10打数5本塁打と打たれている。
2004年の春季キャンプ途中に佐々木主浩の横浜復帰により背番号「22」から「21」に変更（本人が「譲る」と話した）。10月14日の対広島東洋カープ戦（広島市民球場）ではノーヒットノーランまであと1人の所で福地寿樹に安打を打たれ、記録達成を逃した。同年は防御率5点台と安定感を欠くも7勝5敗と前年ほどの不振ではなかった。
2005年は12試合の登板で4勝2敗だった。
2006年はオープン戦で好調だったが、開幕後は一転して不振に陥り防御率は9点台にまで悪化し一軍登録抹消、6月に復帰したものの打線の援護がなく勝ち星が伸びず、その後二軍落ちしたままシーズンを終えた。なお、この年の6月3日に行われた二軍戦(対読売ジャイアンツ)において、2点本塁打を自ら放っている。
2007年はロングリリーフ、および先発ローテーションの谷間での先発起用が主だった。6月19日の対福岡ソフトバンクホークス戦では、打っては2安打、投げては3年ぶりの完封勝利を記録し、投打にわたり自身の持ち味を発揮した。同年の最終試合では引退する古田敦也の現役最終打席の対戦相手となった（記録は安打）。
2008年は前年と同様に主にリリーフで起用された。後半戦は先発で登板し、8月17日に通算3度目の猛打賞で同年初勝利を飾る。9月9日の対広島戦で、6回表にコルビー・ルイスの内角のスライダーを打ちライトフェンス直撃の二塁打、結果そのヒットが勝利打点となった。この試合では吉見は2回裏にルイスに2号本塁打を打たれており、自分のバットで意趣返しをした形となった。試合は9回3失点で完投勝利を挙げた。
2009年はシーズン序盤は前年同様リリーフで起用されたが、交流戦辺りからは先発ローテーションに入った。また、シーズンでは同じ苗字の中日ドラゴンズ・吉見一起と3度対戦したが、いずれも勝てなかった。
2010年は3月31日の読売ジャイアンツ戦にシーズン初先発したが、2回途中5安打4失点でKOされた。敗戦投手は免れたものの、尾花高夫監督から二軍への降格を命じられた。

### ロッテ時代

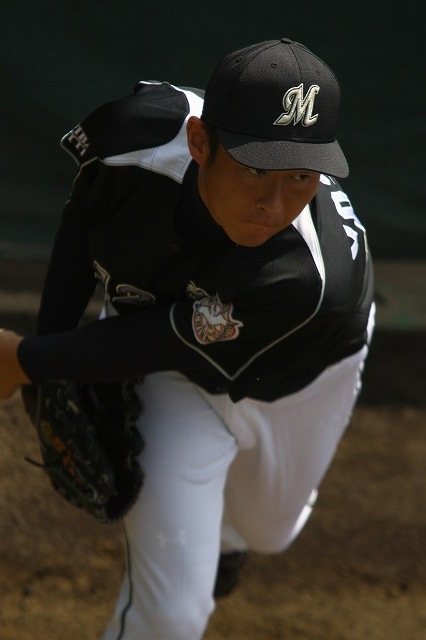
ロッテ時代（2011年）

2010年5月9日に金銭トレードで千葉ロッテマリーンズへ移籍。8月7日のオリックス・バファローズ戦では3年ぶりの完封勝利を記録した。最終的には防御率5点台にとどまるも6勝7敗と一定の成績を残し、チームのクライマックスシリーズ出場に貢献した。日本シリーズでは2試合に登板した。
2011年は序盤先発ローテーションに入るも4試合で1勝3敗と振るわず、中盤からは敗戦処理に回った。
2012年は二軍で開幕を迎える。先発として5試合で1勝2敗、最終的に中継ぎも含めて8試合の登板に終わった。
2013年は序盤に中継ぎとして2試合登板、その後は先発として3試合登板するも0勝1敗で5月より公式戦登板がなく、10月3日に球団から戦力外通告を受けた。

### 阪神時代
2013年11月14日に阪神タイガースと契約した。
2014年は一軍昇格はなく、10月1日に2度目の戦力外通告を受けた。12月2日、自由契約公示された。

### 引退後
2015年から古巣のDeNAに打撃投手として復帰した。2020年からはスカウトに転身。

## 選手としての特徴・人物
140km/h台のストレートにスライダー、スローカーブ、チェンジアップ、シンカーを織り混ぜる左腕。投手ながら高い打撃力を誇り、横浜時代は度々ファンの間で野手転向が噂されていた。
DeNA打撃投手時代は裏方として選手たちの心のサポートを最も大切にしており、会話の引き出しを増やすために空き時間を利用して、コミュニケーション術やビジネス書などを読んでいた。

## 詳細情報

### 年度別投手成績
| 年 度      | 球 団      | 登 板 | 先 発 | 完 投 | 完 封 | 無 四 球 | 勝 利 | 敗 戦 | セ 丨 ブ | ホ 丨 ル ド | 勝 率 | 打 者 | 投 球 回 | 被 安 打 | 被 本 塁 打 | 与 四 球 | 敬 遠 | 与 死 球 | 奪 三 振 | 暴 投 | ボ 丨 ク | 失 点 | 自 責 点 | 防 御 率 | W H I P |
| ---------- | ---------- | ----- | ----- | ----- | ----- | -------- | ----- | ----- | -------- | ----------- | ----- | ----- | -------- | -------- | ----------- | -------- | ----- | -------- | -------- | ----- | -------- | ----- | -------- | -------- | ------- |
| 2001       | 横浜       | 7     | 1     | 0     | 0     | 0        | 0     | 1     | 0        | --          | .000  | 53    | 10.1     | 15       | 1           | 7        | 0     | 1        | 4        | 0     | 0        | 11    | 11       | 9.58     | 2.13    |
| 2002       | 横浜       | 27    | 25    | 5     | 1     | 3        | 11    | 8     | 0        | --          | .579  | 788   | 188.0    | 196      | 25          | 47       | 2     | 5        | 138      | 6     | 0        | 80    | 76       | 3.64     | 1.29    |
| 2003       | 横浜       | 17    | 15    | 0     | 0     | 0        | 3     | 10    | 0        | --          | .231  | 392   | 81.2     | 117      | 25          | 36       | 0     | 0        | 68       | 2     | 0        | 82    | 76       | 8.38     | 1.87    |
| 2004       | 横浜       | 22    | 19    | 1     | 1     | 0        | 7     | 5     | 0        | --          | .583  | 464   | 106.0    | 114      | 21          | 35       | 0     | 6        | 70       | 7     | 0        | 65    | 62       | 5.26     | 1.41    |
| 2005       | 横浜       | 12    | 10    | 0     | 0     | 0        | 4     | 2     | 0        | 0           | .667  | 256   | 59.2     | 57       | 6           | 22       | 0     | 0        | 30       | 0     | 0        | 31    | 28       | 4.22     | 1.32    |
| 2006       | 横浜       | 17    | 17    | 2     | 0     | 0        | 2     | 9     | 0        | 0           | .182  | 441   | 103.1    | 108      | 15          | 32       | 1     | 2        | 78       | 1     | 1        | 60    | 50       | 4.35     | 1.35    |
| 2007       | 横浜       | 38    | 12    | 1     | 1     | 0        | 3     | 4     | 0        | 3           | .429  | 440   | 97.0     | 118      | 9           | 34       | 0     | 9        | 62       | 3     | 1        | 48    | 46       | 4.27     | 1.57    |
| 2008       | 横浜       | 41    | 10    | 1     | 0     | 0        | 3     | 6     | 0        | 7           | .333  | 380   | 86.2     | 96       | 15          | 28       | 3     | 6        | 56       | 2     | 0        | 51    | 51       | 5.30     | 1.43    |
| 2009       | 横浜       | 27    | 13    | 0     | 0     | 0        | 3     | 4     | 0        | 1           | .429  | 383   | 88.1     | 93       | 11          | 28       | 1     | 4        | 73       | 3     | 0        | 46    | 42       | 4.28     | 1.37    |
| 2010       | 横浜       | 1     | 1     | 0     | 0     | 0        | 0     | 0     | 0        | 0           | ----  | 9     | 1.1      | 5        | 0           | 1        | 0     | 0        | 0        | 0     | 0        | 4     | 4        | 27.00    | 4.62    |
| 2010       | ロッテ     | 21    | 17    | 1     | 1     | 0        | 6     | 7     | 0        | 0           | .462  | 409   | 88.2     | 111      | 10          | 30       | 1     | 5        | 76       | 4     | 0        | 55    | 51       | 5.18     | 1.59    |
| '10計      | ロッテ     | 22    | 18    | 1     | 1     | 0        | 6     | 7     | 0        | 0           | .462  | 418   | 90.0     | 116      | 10          | 31       | 1     | 5        | 76       | 4     | 0        | 59    | 55       | 5.50     | 1.63    |
| 2011       | ロッテ     | 24    | 4     | 0     | 0     | 0        | 1     | 3     | 0        | 1           | .250  | 205   | 46.0     | 56       | 3           | 19       | 1     | 1        | 34       | 5     | 0        | 21    | 19       | 3.72     | 1.63    |
| 2012       | ロッテ     | 8     | 5     | 0     | 0     | 0        | 1     | 2     | 0        | 0           | .333  | 135   | 31.1     | 30       | 3           | 13       | 0     | 0        | 16       | 0     | 0        | 18    | 18       | 5.17     | 1.37    |
| 2013       | ロッテ     | 5     | 3     | 0     | 0     | 0        | 0     | 1     | 0        | 0           | .000  | 85    | 18.2     | 20       | 4           | 10       | 1     | 0        | 12       | 1     | 0        | 8     | 8        | 3.86     | 1.61    |
| 通算：13年 | 通算：13年 | 267   | 152   | 11    | 4     | 3        | 44    | 62    | 0        | 12          | .415  | 4440  | 1007.0   | 1136     | 148         | 342      | 10    | 39       | 717      | 34    | 2        | 580   | 542      | 4.84     | 1.47    |

- 各年度の太字はリーグ最高

### 表彰
- 月間MVP：1回（2002年9月）
- 優秀JCB・MEP賞：1回（2002年）

### 記録
投手記録
- 初登板：2001年7月11日、対阪神タイガース15回戦（横浜スタジアム）、5回表に3番手で救援登板、2回無失点
- 初奪三振：同上、6回表にバディ・カーライルから空振り三振
- 初先発：2001年8月2日、対広島東洋カープ16回戦（広島市民球場）、4回2/3を4失点
- 初勝利・初先発勝利：2002年4月26日、対読売ジャイアンツ4回戦（東京ドーム）、8回2/3を2失点
- 初完投勝利・初完封勝利：2002年5月25日、対ヤクルトスワローズ7回戦（明治神宮野球場）
- 初ホールド：2007年8月4日、対中日ドラゴンズ14回戦（横浜スタジアム）、6回表に2番手で救援登板、1回無失点

打撃記録
- 通算打撃成績：打率.228（219打数50安打）、0本塁打、23打点、出塁率.251
- 初打席・初安打：2001年8月2日、対広島東洋カープ16回戦（広島市民球場）、2回表に河内貴哉から右前安打
- 初打点：同上、4回表に小林幹英から左前適時打

節目の記録
- 1000投球回：2013年4月21日、対東北楽天ゴールデンイーグルス6回戦（QVCマリンフィールド）、1回表三死目に聖澤諒を二塁ゴロで達成 ※史上331人目

### 背番号
- 22（2001年 - 2003年）
- 21（2004年 - 2010年5月9日）
- 12（2010年5月10日 - 2013年）
- 42（2014年）
- 115（2015年 - 2019年）